# South Andaman Island
Süd-Andaman oder englisch South Andaman Island ist die südlichste der drei großen Hauptinseln der Andamanen im Indischen Ozean. Politisch gehört die Insel zum indischen Unionsterritorium Andamanen und Nikobaren.

## Geographie
South Andaman Island liegt unmittelbar südlich von Middle Andaman Island, von dem es nur durch eine wenige Hundert Meter breite Meerenge getrennt ist, sowie nördlich von Rutland Island. Die Insel ist 93 km lang, bis zu 31 km breit und weist eine Fläche von knapp 1348 km² auf. Sie ist weniger bergig als die Inseln im Norden der Andamanen und erreicht im Koiob eine Höhe von 456,6 m über dem Meer. Größte Stadt der Insel ist Port Blair an der Südostküste mit mehr als 100.000 Einwohnern, die zugleich auch Hauptstadt des Unionsterritoriums ist. Zum Stand der Volkszählung 2001 hatte die Insel insgesamt 181.949 Einwohner.

## Bevölkerung
An der Westküste South Andamans leben noch wenige hundert Jarawa, eine indigene Ethnie der Andamanen, die eine ebenfalls Jarawa genannte Sprache aus der Gruppe der andamanischen Sprachen sprechen. Die überwiegende Mehrheit der Bevölkerung bilden jedoch hauptsächlich vom indischen Festland her eingewanderte Ethnien und deren Nachfahren.